# Куанышбаев, Жазылбек
Жазылбек Куанышбаев (1896—1986) — советский животновод-селекционер, старший чабан.
Дважды Герой Социалистического Труда (1948, 1958).

## Биография
Родился 29 марта 1896 года в Коктерекском районе Джамбулской области.
Жазылбек Куанышбаев с 1930 года трудился старшим чабаном артели «Кенес», в 1936—1967 годах — совхозов «Коктерек», «Айдарлы» Мойынкумского района Джамбульской области.
Выступил инициатором расширения зоны каракулеводства в республике, одним из первых применил метод искусственного осеменения овец, внёс большой вклад в селекцию и улучшения пород каракульских овец.
С 1967 года — пенсионер, наставник молодых чабанов.
Являлся членом КПСС с 1952 года. Избирался депутатом Верховного Совета Казахской ССР 3-4 созывов.
Ушёл из жизни 1 сентября 1986 года.

## Награды
- Дважды Герой Социалистического Труда[5]:
  - 23.07.1948 и 29.03.1958 — за высокую продуктивность животноводства.
- Награждён двумя орденами Ленина и медалями СССР[2].

## Память
- О Жазылбеке Куанышбаеве сложена песня — «Батыр с двумя звёздами»[6].
- В райцентре Мойынкумского района Жамбылской области имеется музей имени Жазылбека Куанышбаева[7].
- В Таразе в его честь назвали улицу.